# Julius Meinl I.

Logo Julius Meinl AG

Julius Meinl I. (10. dubna 1824 Kraslice, Čechy – 24. prosince 1914 Vídeň) byl rakouský obchodník.

## Život
Julius Meinl se narodil v Kraslicích v rodině pekaře Antona Mainla. Později se vyučil v obchodě s barvami u svého strýce v Praze. V roce 1862 si na vídeňském Masném trhu (Fleischmarkt) otevřel svůj první obchod, kde prodával svou „denně čerstvě praženou kávu (täglich frisch gebrannter Kaffee)“. O 14 let později zbankrotoval, avšak v roce 1877 objevil mezeru na trhu, kterou zaplnil, když roku 1891 otevřel svou první průmyslovou pražírnu kávy.
V roce 1913 předal svému synovi Juliovi (1869–1944) firmu se sítí poboček, která sahala po celé Evropě. Dcera Anna (1854–1939) se provdala za Aloise Franze Floderera (1849–1905), kapelníka a operet a veseloher městského divadla v Brně.